# بمب‌گذاری ژانویه ۲۰۱۶ استانبول
در تاریخ ۱۲ ژانویه ۲۰۱۶ مقارن با ساعت ۱۰:۲۰ به وقت محلی، در منطقه تاریخی میدان سلطان احمد استانبول و در نزدیکی مسجد کبود که منطقه‌ای محبوب در میان گردشگران است، حمله‌ای انتحاری به وقوع پیوست. این انفجار منجر به کشته شدن دستکم ۱۰ نفر و زخمی شدن ۱۵ تن دیگر گردید.
در تاریخ ۱۹ مارس نیز انفجاری انتحاری در نزدیکی میدان تقسیم، در استانبول ترکیه رخ داد که طبق خبرهای اولیه ۴ کشته و ۲۰ زخمی برجای گذاشته است.